# ماریا ناگائو
ماریا ناگائو (انگلیسی: Mariya Nagao؛ زادهٔ ۱۰ مارس ۱۹۹۴) خواننده اهل ژاپن است. وی از سال ۲۰۰۹ میلادی تاکنون مشغول فعالیت بوده‌است.